# Трупіал золотоголовий
Трупіа́л золотоголовий (Icterus auricapillus) — вид горобцеподібних птахів родини трупіалових (Icteridae). Мешкає в Панамі, Колумбії і Венесуелі.

## Опис
Довжина птаха становить 15-18 см, вага 32-33 г. Голова оранжева, на лобі і обличчі чорна "маска". Горло, спина, крила і хвіст чорні. Плечі, живіт і надхвістя жовті. Молоді птахи мають переважно оливкове забарвлення, голова, живіт і краї крил у них жовтуваті.

## Поширення і екологія
Золотоголові трупіали живуть у вологих і сухих тропічних лісах, на узліссях, в рідколіссях та на плантаціях, на висоті до 800 м над рівнем моря. Живляться комахами та іншими безхребетними, плодами і нектаром.